# Lars Henriksson (fotbollsspelare)
Lars Henriksson, född 4 oktober 1930 i Hällefors, död 16 december 2008 i Hällefors, var en svensk fotbollsspelare (högerback) som spelade för IFK Göteborg, Västerås SK och Gais i allsvenskan.
Henriksson debuterade i IFK Göteborg säsongen 1954/1955, och spelade sammanlagt 27 allsvenska matcher för klubben (0 mål) innan han gick till Västerås SK, antagligen inför vårsäsongen 1957. Han spelade åtta allsvenska matcher (0 mål) när Västerås säsongen 1956/1957 åkte ur serien, och efter en tid i division II flyttade han 1958 tillbaka till Göteborg, den här gången till Gais. Han gjorde sin första match för Gais mot sin gamla klubb IFK Göteborg den 15 augusti 1958. Säsongen 1959 åkte Gais ur allsvenskan, och därefter lämnade Henriksson Gais efter totalt 27 allsvenska matcher (0 mål) för klubben.
Henriksson gjorde 1955 en A-landskamp för Sverige.